# إلياس بن حبيب الفهري
إلياس بن حبيب الفهري هو إلياس بن حبيب بن أبي عبيدة بن عقبة بن نافع الفهري القرشي؛ قائد عسكري يعود نسبه إلى عقبة بن نافع، وهو أحد إخوة عبد الرحمن بن حبيب الفهري والي إفريقية وقَتَلَتِهِ.

## نسبه
إلياس بن حبيب ابن أبي عبيدة بن عقبة بن نافع بن عبد القيس بن لقيط بن عامر بن أمية بن الظرب بن أمية بن الحارث بن فهر بن مالك بن النضر بن كنانة هو قريش بن كنانة بن خزيمة بن مدركة بن إلياس بن مضر بن نزار بن معد بن عدنان.

### أسرته
أبوه: حبيب بن عبيدة الفهري فاتح غرب القارة الأفريقية.
جده: الفاتح الكبير عقبة بن نافع الفهري فاتح المغرب العربي وبلاد السودان.

## نشأته
على الأرجح أنه ولد في القيروان ونشأ في بيت عز وكرامة فأبوه حبيب بن ابي عبيدة الفهري الفاتح الكبير فترعرع على التقوى والاخلاق الفاضلة وكذلك على الجهاد في سبيل الله وكان شجاعا من شجعان العرب في المغرب العربي وفارسا مغوار لايشق له غبار حاله حال اخوته المعروفين بالقوة والشجاعة وكذلك قائد ذكيا محنكا يدير المعارك باتقان وتدبير ويظهر ذلك في قضاءها على ثورات الخوارج ع الوليد بن عروة وعمران بن عطاف وكذلك ميالا إلى حب الامارة.

## دوره العسكري

### ثورة الوليد بن عروة
ثار على عبد الرحمن بن حبيب الفهري والي المغرب العربي الوليد بن عروة الصدفي أحد قادة الخوارج الإباضية البربر واستطاع أن يستولي على تونس فبلغ عبد الرحمن بن حبيبب ثورته فرسل اليه اخاه القائد الفذ إلياس بن حبيب الفهري بجيشا قويا فاستطاع إلياس هزيمته وقتل الوليد بن عورة الصدفي مباغتة وهو غير مستعد للقتال بعد معركة ضارية حاسمة بعد تخطيط عسكريا محكم خطط له القائد عبد الرحمن بن حبيب الفهري وقد نفذ إلياس بن حبيب الفهري خطة أخيه الحربية بكل إتقان ودقة.

### ثورة عمران بن عطاف
أرسل عبد الرحمن بن حبيب الفهري أخاه الياس بن حبيب الفهري لما عرفه عنه من إقدام وشجاعة وذكاء وحسن تدبير للقضاء على ثورة عمران عطاف الازدي الذي اعلان الثورة واجتمع معه كثير ا من بربر الخوارج الاباضية وكان عبد الرحمن بن حبيب قد خطة حربية محكمة للفضاء على الثوار وامر اخاه الياس بتنفيذه على وجه الحذر ثم التقى إلياس بن حبيب بطيفاس من ارض أفريقية وخوارج الإباضية فقامت بينهم معركة حامية الوطيس انتهت بانتصر إلياس بن حبيب انتصار كبيرا وتفرق الثوار الإباضية ومقتل قائدهم عمران بن عطاف الازدي.

### القضاء على ثورة الصقر بن أيوب بتلمسان
في أواخر عهد الدولة الأموية سنة 130 هـ ثار الصقر بن أيوب أحد قادة الخوارج الصفرية بتلمسان قاعدة المغرب الأوسط فخرج اليه عبد الرحمن بن حبيب وكان من قادة اركان حربه اخيه القائد الياس بن حبيب الفهري ساعده الأيمن فالتقوا عند تلمسان في معركة كبيرة بين الطرفين انتهت بانتصار جيش عبد الرحمن بن حبيب ومقتل قائد الخوارج الصفرية الصقر بن أيوب وتفرق جنده مهزومين إلى المغرب الاقصى ويقول خليفة بن خياط ((وفيها أقبل الصقر بن أيوب الفزاري في شهر رمضان سنة ثلاثين ومائة في عدد كثير إلى تلمسان، فخرج إليه عبد الرحمن بن حبيب فقتل الصقر بن أيوب وانهزمت البربر))

### استعادة المغرب الأقصى
خرج عبد الرحمن بن حبيب ومعه أخوه إلياس بن حبيب إلى المغرب الأقصى وكان أول وجهته إلى طنجة ثم سار عبد الرحمن بن حبيب إلى جنوب المغرب الأقصى حيث سار بجيشه إلى السوس الأدنى ولم يلقى أي مقاومة تذكر ثم سار عبد الرحمن بن حبيب إلى السوس الأقصى وهناك عسكر عبد الرحمن بن حبيب فسمي معسكره معسكر بن حبيب كما جاء في كتاب بلاد فريقية والسودان للبكري 

### استعادة فتح مسوفة
سار عبد الرحمن بن حبيب ومعه أخوه إلياس بن حبيب الفهري إلى مسوفة من أرض السودان ما يعرف اليوم بموريتانيا والسنغال واستطاع استعادة فتحها وكان قد فتحها أبوه حبيب بن أبي عبيدة الفهري سنة 116 هـ وسار عبد الرحمن حتى استعاد جميع أرض مسوفة من أرض السودان وحفر بها عدة آبار ماء يشرب منها الناس كما ذكر ذلك البكري في تاريخ أفريقية والسودان ومن هذه الآبار ((بئر الجمالين)) ((بئر أخرى)) ((بئر ويطونان)).

### معركة تلمسان
بايع عبد الرحمن بن حبيب أبو العباس عبد الله السفاح أول خلفاء العباسيين ولما جاء عهد أبو جعفر المنصور كان عبد الرحمن في أول الأمر على وفاق معه ولبس عبد الرحمن السواد وجعل السواد على جنده وخرج عبد الرحمن بجيش قويا جرار ومعه أخوه وساعده الأيمن إلياس بن حبيب سنة 135 هـ إلى المغرب الأوسط فقد بلغه ثورة أبو قرة المغيلي ولما علم قائد الخوارج الصفرية أبوقرة المغيلي خرج بما معه من الخوارج بجموع هائلة والتقوا عند تلمسان ودارت معركة حامية الوطيس انتهت بانتصار عبد الرحمن وهزيمة نكراء للخوارج البربر وهروب قائد الخوارج.

## والي المغرب العربي
ثم صار خلاف بين عبد الرحمن بن حبيب وأخيه إلياس انتهى الأمر بمقتل عبد الرحمن بن حبيب الفهري والي المغرب العربي؛ فصار إلياس هو الوالي الجديد للمغرب العربي وأقر ذلك أبو جعفر المنصور على ولايته وفر حبيب بن عبد الرحمن الفهري إلى عمه عمران بن حبيب بتونس.

## مقتل الياس بن حبيب الفهري
اتفق عمران بن حبيب وابن اخيه حبيب بن عبد الرحمن على محاربة إلياس فدخلوا في حرب أهلية طاحنة أدت إلى مقتل عمران بن حبيب أولا ثم اشتعلت الحرب من جديد بين إلياس بن حبيب وابن اخيه حبيب بن عبد الرحمن أدت إلى انتصار حبيب ومقتل والي المغرب العربي إلياس بن حبيب الفهري وصار حبيب الوالي ثم استعان عبد الوارث بن حبيب بقبيلة ورفجومة البربرية من خوارج الصفرية فقتل حبيب بن عبد الرحمن وسقطت دولتهم في المغرب العربي إلا أن أبا جعفر المنصور كلف القائد المغوار محمد بن الأشعث الخزاعي الذي استعاد المغرب العربي من الخوارج 144 هـ.